# Euphorbia ankazobensis
Euphorbia ankazobensis är en törelväxtart som beskrevs av Werner Rauh och Hofstätter. Euphorbia ankazobensis ingår i släktet törlar, och familjen törelväxter. IUCN kategoriserar arten globalt som akut hotad. Inga underarter finns listade i Catalogue of Life.